# Arteră pudendală internă
Arteră pudendală internă este una dintre cele trei artere pudendale, provine din artera iliacă internă și asigură cu sânge organele genitale externe la ambele sexe.

## Descriere
Artera pudendală internâ părăsește pelvisul prin spațiul infrapiriform al marii scobituri ischiadice, inferior față de mușchiului piriform, pentru a reintra în regiunea fesieră. Apoi se curbează în jurul spinei ischiadică și reintră în pelvis prin mica scobitură ischiadică mic. În apropiere de baza diafragmei urogenitale se divizează în arterele peritoneale și artera clitoridiană sau peniană, care irigă corpii erectili.

## Ramificare
Artera pudendală internă dă naștere următoarelor ramuri:
La ambele sexe:
- Arteră rectală inferioară
- Arteră perineală

Separate:
| Femeie (♀)                     | Bărbat (♂)                  | Observații                     |
| ------------------------------ | --------------------------- | ------------------------------ |
| Artere labiale posterioare     | Artere scrotale posterioare |                                |
| Artera bulbului vestibular     | Artera bulbului penisului   |                                |
| Arteră dorsală a clitorisului  | Arteră dorsală a penisului  |                                |
| Arteră profundă a clitorisului | Arteră profundă a penisului | Se ramifică în artere helicine |